# Lucio Torio Balbo
Lucio Torio Balbo (en latín, Lucius Thorius Balbus; m. 78 a. C.) fue un militar y acuñador de monedas romano del siglo I a. C. originario de la ciudad de Lanuvium. Fue legado en Hispania durante el proconsulado de Quinto Cecilio Metelo Pío y conocido asimismo gracias a las referencias dejadas por Cicerón. Murió en la guerra de Sertorio.

## Biografía
Balbo perteneció a la gens Toria, una rica familia plebeya de la ciudad de Lanuvium. Era ateo, puesto que se burlaba de los ritos religiosos,[cita requerida] y seguidor de Epicuro. Fue un gran amante de los placeres. Cicerón hace alusión a él en su obra De Finibus bonorum et malorum donde describe su estilo de vida en los siguientes términos:

Vivía de tal manera que no se privaba de ningún placer, por exquisito que fuere. No sólo su avidez de placeres era notoria, sino que era gran conocedor de los mismos. Era tan poco supersticioso que desdeñaba los sacrificios y santuarios corrientes en su patria. Tan escaso era su temor a la muerte, que murió en acción en defensa de la República.

Limitaba sus deseos, no en función de la clasificación de Epicuro, sino sólo en la medida de su saciedad. Tenía sin embargo en cuenta su salud: practicaba los ejercicios físicos necesarios para estimular su sed y apetito en la hora de cenar, se alimentaba con los más exquisitos manjares que a la vez fueren de fácil digestión. Bebía vino por placer pero no al punto que fuere nocivo para su salud. (Cicerón, "De Finibus...Liber II, 20, 63-64).}}  
Montaigne se refiere asimismo a él en sus Ensayos (libro III, cap. VII). Contrariamente a Cicerón, que se servía en realidad sólo retóricamente para criticar el epicurismo y presentar seguidamente con el personaje de Régulo los verdaderos valores romanos, Montaigne elogiaba el estilo de vida de Balbo quien «llevaba una vida tranquila, completamente suya, con su alma preparada contra la muerte, la superstición, el dolor y otros lastres de la necesidad humana muriendo finalmente en el campo de batalla con las armas en la mano en defensa de su patria».
Para Montaigne, tal conducta era representativa de inteligencia y buen sentido y era preferible al estilo altanero y grandilocuente de Régulo.
Balbo combatió en las guerras sertorianas, donde fue derrotado por Lucio Hirtuleyo, lugarteniente de Sertorio, en 78 a. C. Se trata de la batalla a la que alude Cicerón en la descripción transcripta, también referida por Plutarco.

## Numismática
Sus monedas se conservan todavía hoy en día como piezas de colección. En sus anversos figura cubierta con una piel de cabra la cabeza de Juno Sospita,diosa venerada desde tiempos muy antiguos en Lanuvium, con la inscripción «ISMR» que quiere decir «Iuno Sospes Mater Regina». En el reverso está grabado un toro que avanza y el nombre «L(ucius)Thorius Balbus».